# Salamony (Szaniawy-Poniaty)
Salamony – część wsi Szaniawy-Poniaty w Polsce, położona w województwie lubelskim, w powiecie łukowskim, w gminie Trzebieszów.
W latach 1975–1998 Salamony administracyjnie należały do województwa siedleckiego.

## Historia
W wieku XVI odrębna majętność „Szaniawy Salomony” Stanisława Olszewskiego. Płacił on od pół wsi to jest 3 włók, co sam orze, florenów 1 groszy 15, od 3 zagród bez ról groszy 12. Szczęsny Gzara i Oleksy z inszymi uczestnikami od 3 włók, co sami orzą, florenów 1 groszy 15, od zagrody bez roli groszy 4, od komorników bez bydła grosze 2. Suma florenów 3 groszy 18 (Pawiński, Kodeks Małopolski, 385, 399, 419).